# Прусинська Горка
Прусинська Горка (рос. Прусынская Горка) — присілок у Волховському районі Ленінградської області Російської Федерації.
Населення становить 101 особу. Належить до муніципального утворення Бережковське сільське поселення.

## Історія
Згідно із законом № 56-оз від 6 вересня 2004 року належить до муніципального утворення Бережковське сільське поселення.

## Населення
| 1838 | 1862 | 1885 | 1997 | 2007 | 2010 | 2017 |
| ---- | ---- | ---- | ---- | ---- | ---- | ---- |
| 146  | ↗199 | ↘198 | ↘24  | ↗70  | ↘42  | ↗101 |